# 1223
سنة 1223 كانت سنة بسيطة تبدأ يوم الأحد (الرابط يظهر نموذج التقويم الكامل للسنة) من التقويم اليولياني.

## مواليد
- الظاهر بيبرس.
- ابن المنير السكندري.
- عزالدين الهذباني.
- محيي الدين بن عبد الظاهر.
- ميخائيل الثامن باليولوج.
- إليانور من بروفانس.
- جرجس بن العميد.
- عزالدين الهذباني.
- غيدو دا مونتيفيلترو.
- محيي الدين بن عبد الظاهر.
- ميخائيل الثامن باليولوج.

## وفيات
- فيليب أوغست.
- مستيسلاف رومانوفيتش.
- ألفونسو الثاني ملك البرتغال.
- ابن قدامة.